# Jamie Bichis
Karl Jamie Bichis, född 14 mars 2004, är en svensk fotbollsspelare (anfallare) som spelar för Norrby IF. 

## Karriär
Jamie Bichis började som femåring spela i moderklubben Laxå IF. I tonåren gjorde han flytten till Örebro Syrianska IF innan han kort senare gick över till Örebro SK. Inför säsongen 2022 flyttade den 17-årige Bichis vidare till Degerfors IF.
Efter ett drygt år i klubbens akademi skrev Bichis i maj 2023 på sitt första A-lagskontrakt med Degerfors IF, vilket sträckte sig över säsongen 2024. Bara några månader senare fick Bichis debutera i Allsvenskan, då han stod för ett kort inhopp i 0–5-förlusten mot Malmö FF den 5 juni 2023. Efter en svag säsong blev Degerfors IF nedflyttat i den näst sista omgången. I den avslutande omgången fick Jamie Bichis göra sin första allsvenska match från start, då "Degen" förlorade med 1–2 mot Mjällby AIF den 12 november 2023.
I december 2024 värvades Bichis av Norrby IF, där han skrev på ett treårskontrakt.

## Statistik
| Klubb              | Säsong             | Liga               | Liga    | Liga | Nationell cup | Nationell cup | Totalt  | Totalt |
| Klubb              | Säsong             | Division           | Matcher | Mål  | Matcher       | Mål           | Matcher | Mål    |
| ------------------ | ------------------ | ------------------ | ------- | ---- | ------------- | ------------- | ------- | ------ |
| Degerfors IF       | 2023               | Allsvenskan        | 4       | 0    | 1             | 0             | 5       | 0      |
| Degerfors IF       | 2024               | Superettan         | 5       | 1    | 2             | 0             | 7       | 1      |
| Degerfors IF       | Totalt             | Totalt             | 9       | 1    | 3             | 0             | 12      | 1      |
| FBK Karlstad (lån) | 2024               | Ettan Norra        | 5       | 1    | 0             | 0             | 5       | 1      |
| Norrby IF          | 2025               | Ettan Södra        | 0       | 0    | 0             | 0             | 0       | 0      |
| Totalt i karriären | Totalt i karriären | Totalt i karriären | 14      | 2    | 3             | 0             | 17      | 2      |